# كاكو
كاكو أحد شخصيات انمي ومانغا ون بيس، وقد كان أحد أفضل خمس نجارين في شركة جالي لا، وقد كان متخصص في الميكانيكيات وتشخيص حالة السفن، وهو من تفقد سفينة جونج ميري، وهو من أبلغ قراصنة قبعة القش بأن السفينة في كسر غير قابل للتصليح، وفي وقت لاحق تم الكشف عن كاكو على أنه أحد أعضاء منظمة السي بي 9 وهو في مهمة سرية للحصول على السلاح الإسطوري البلوتون ويريد الحصول على المخططات من آيسبرغ جنبا إلى جنب مع بقية الاعضاء، ولكن تم فصلهم من قبل السيد سباندام بعد هزيمتهم من قبل قراصنة قبعة القش.

## مظهره
هو شخص طويل نسبيا، ونحيف بنسبة كبيرة ولديه شعر برتقالي قصير، لدى كاكو عيون سوداء كبيرة قليلا ولديه ثلاث رموش فوق كل عين، ويمتلك أنف طويل مميز مثل اوسوب غير انه مستطيل قليلا، لذلك فأغلب الشخصيات مثل زورو، لوفي وسانجي ضنوا أنه أوسوب

و عندما كان نجار في شركة جالي لا، كان كاكو يرتدي قبعة بيضاء على رأسه، ويرتدي قميص برتقالي اللون مع أكمام طويلة زرقاء، وكان يرتدي بنطال جينز وحذاء ابيض رياضي

و عندما تم الكشف عن انه أحد أعضاء السي بي 9 , كان يرتدي قبعة سوداء، ويرتدي بدلة سوداء بالكامل مع منديل برتقالي اللون في الجيب العلوي من القمص، وأيضا أحذية سواء

و عندما حاولوا اغتيال آيسبرغ كان كاكو يرتدي قناع كبير الحجم على شكل جمجمة ليخفي وجهه، وكان يرتدي غطاء أزرق طويل مع طربوش على رأسه

و في الSBS ظهر كاكو في صورة وهو طفل كان لديه شعر رقيق وأنف قصير (لأنه كان صغيرا آن ذاك) وكان يرتدي قبعة تشبه الوزة.

## شخصيته
على رغم من كونه شخصية شريرة، فكاكو يتميز بصدقه مختلفا عن بقية الأعداء وأكثر من فوكورو، وهو لا يقبل تلقي الشتائم أبدا، وهو يغضب عند تلقي الشتائم إذا كان بشكل زرافة أو إنسان وذلك عندما قام بقطع برج العدالة إلى نصفين بضربة حادة وذلك بسبب غضبه 

و على الرغم من أنه كان في سن ال23 سنة فهو يتحدث كرجل عجوز كما لحضته بعض الشخصيات، وهو يستخدم مصطلح «وشي» (بمعنى الأول على رغم من أن كبار السن يستخدموها) بدلا من ورر (و هذا يعني الأول أيضا لكن يستخدمها الشباب)

و بعد أن كشف كاكو عن انه في السي بي 9 , أصبح كاكو بارد نسبيا ونزيه على عكس شخصيته عندما كان في واتر 7 , حيث كان سابقا يضحك ويبتسم، والرغم من ذلك فهو يسخر من خصومه في المعركة، وقد تناول فاكهة الشيطان للمتعة في القتال، وقد هتف وقال «هذه هي المتعة» عند قتال الحياة والموت بينه وبين رورونوا زورو، وأيضا هو لا يسمح لخصمه بفرصة للقتال، كما فعل مع زورو وسوغي كينج لينجز مهمته بسرعة، وأيضا هو لم يكن يحتاج لمساعدة في هزمها لذلك كان يتشاجر مع جابورا، وعندما كانا يمتلكان مفاتيح أتفقا على قتل الفريستان والتقالتل بعدها

أظهر كاكو روح رياضية بعد هزيمته حيث أنه ضحك على قاول زورو عندما أخبره بالذهاب إلى حديقة الحيوان، وقد حزن قليلا عندما أوصل زورو له رسالة من بولي يخبره فيها بأنه مطرود، وقد قام بتسليم مفتاحه إلى زورو بعد أن انهى زورو حديثه، وكان كاكو العضو الوحيد من الأعضاء الأربعة الذين كانوا في واتر 7 الذي يشعر بالحزن لأنه لن يتمكن العودة إلى حياته التي كان يعيشها لخمس سنوات الماضية في واتر 7.

## قوته وقدراته
كاكو هو شخص ذكي جدا وماكر، فأنه كان يعمل في شركة جالي لا على هيئة نجار لمدة خمس سنوات وبنفس الوقت يبحث عن مخططات السلاح الاسطوري البلوتون والتجسس ومراقبة آيسبرغ، وهو ماكر ويمكنه التنكر وتغير شخصيته، بداء من المتعة والصبيانية إلى القسوة والبرود (و يبدو ان كاكو كان ذو شخصية طيبة من السابق ولكن عمله الذي يعتمد على القتال) 

و هو قادر على التحرك بسرعة عالية جدا والقفز على المباني من ارتفاعات لا تصدق وذلك عندما كان نجارا في شركة جالي لا، كاكو يستخدم عدد متنوع من الاسلحة وذلك عندما كان متنكرا حيث أنه استخدم سكاكين وقذائف ضد مونكي دي لوفي، وقدرته على القفز أكسبته لقب «جبل الريح» عندما كان في واتر 7 

كما يمكن استخدام كاكو كجهاز كشف الكذب حيث يمكنه معرفة إذا كان الشخص كاذ أم لا من خلال معرفة صميم الشخص حيث يقوم بقياس نبضات القلب ليعرف ان كان الشخص كاذب ام صادق

و هو مقاتل ماهر جدا ومبدع، وعلى الرغم من انه لم يمتلك خبرة في فاكهة الشيطان الا انه تمكن من صد زورو لفترة طويلة، مم يمكنه استخدام تقنيات بدون تدريب اصلا، مثل ضربة الانف القوية، واستخدام عنق الزرافة الطويل كوسيلة للرانكايكو.

### مهاراته في النجارة
منذ ان كان كاكو في شركة جالي لا في واتر 7 , فقد كان كاكو يمتلك خبرة عالية في النجارة وتشخيص السفن، وهو من قام بتقيم حالة سفينة جوينج ميري، وشرح أسباب عدم القدرة على اصلاحها، مثل روب لوتشي فقد تمكن من أتقان مهنة النجار ببراعة عالية في غضون خمس سنوات رغم ان هناك البعض يقومون بحايتهم كلها لتحسين مهاراتهم، وقد كان جاسوسا في وقتها، وهو يستطيع معرفة إذا كانت مخططات البلوتون حقيقية أم خدعة من فرانكي.

### الروكوشيكي
كاكو متقن جميع الفنون الستة من الروكوشيكي ولكن خبرته عالية في الرانكايكو أكثر من بقية الاعضاء ولديه أنواع من هذه التقنية، ومستوى طاقته هو 2200 دوروكي وهذا يجعله ثاني أقوى أعضاء السي بي 9 بعد روب لوتشي الذي يعتبر الاقوى في تاريخها.

### قدرته على استخدام السيف
كاكو هو أقوى مبارز بالسيوف في السي بي9 , وهو قادر على استخدام سيفان كبيران عند قتاله العنيف جدا مع رورونوا زورو في انيس لوبي، وقد كشف كاكو عن انه مستخدم ليونتوريو وهذا يعني حرفيا أسلوب الأربعة سيوف، باستخدام اثنين من الكاتانا (شيراسايا) وساقيه (رانكايكو) وهو يماسره جميعا قي نفس الوقت؟

### فاكهة الشيطان
عندما عاد كاكو على انيس لوبي مع كل من كاليفا وبلونو (ون بيس) وروب لوتشي، أكل كاكو من فاكهة يوشي يوشي نومي التي قدمها له الرئيس سباندام والتي تسمح له بالتحول إلى زرافة ويقف على قدميه كالإنسان، وقد تناول كاكو فاكهة الشيطان قبل ان يصل فريق قبعة القش بقليل، ولم يتمكن من السيطرة على قواه بشكل جيد، وقد أظهر قدرته لأول مرة ضد زورو عندما تحول إلى رزافة بالكامل عن طريق الخطئ حتى ان جابورا ضحك عليه وأخبره بأنه تحول إلى زرافة 

و يمكنه التحول إلى حيوان بالكامل أو يقف على قدميه كإنسان، وهي تعطيه قوة اضافية في الرانكايكو كما تعطيه اقدام اضافية كام قام بتقطيع برج العدالة أثناء قتاله مع رورونوا زورو 

و يشبه انفه عندما تحاول زرافة انفه الطبيعي لكنه مربع وأكبر حجما بكثير، وذلك بسبب شكل نفه كإنسان، ويمكنه استخدام مع ذلك الشجن وبيكان من خلال سحب رقبته الطويلة إلى اقصى حد ومن ثم إطلاقها لتحطم الصخور

كان كاكو غير معتاد على شكله الجديد حيث كان تجريب القوة الجديدة على رورونوا زورو، وقد قدم كل مايمتلك من التحولات ولاحظ زوروان كاكو يقوم بنفس الهجمة تكرارا ومرارا.

## تاريخه

### بعثة السي بي 9
قبل خمس سنوات من القصة كلف أربع من أعضاء السي بي 9 بالتخفي في مدينة واتر 7 , وكاكو كجزء من المهمة أصبح أحد نجاري شركة جالي لا عن طريق تقديم طلب للوظيفة، وأيضا كان يحاول العثور على مخططات البلوتون من آيسبرغ رئيس البلدية والتلميذ السابق للنجار الاسطوري توم، أصبح كاكو مشهورا في جالي لا وواتر 7 خصوصا عن طريق قفزاته العالية الطيران لارتفاعات شاهقة وحصل على لقب «جبل الريح» وأصبح يحظى بأحترام كبير من موظفي شركة جالي لا، وحصل على هوية ميكانيكي السفينة والتشخيص، وأصبح العضوان الاخران روب لوتشي وكاليفا أيضا في جالي لا حيث لوتشي متخصص بالتصليح وكاليفا سكرتيرة لآيسبرغ، في حين العضو الرابع بلونو أصبح نادلا، وقد حضيوا بثقة واحترام أهل المدينة، وحاولوا الحصول على مخططات البلوتون بدون أي شك من الناس، كما قال لوتشي لآيسبرغ بعد كشف هويتهم بأنهم قد أخذوا وظيفتهم كنجارين بجدية، ولكن آيسبرغ أخبرهم بأنه قد سلم المخططات لتلميذ توم الآخر الذي هو كاتي فلام أو ما يعرف بفرانكي.

### أحداث واتر 7
عندما وصل قراصننة قبعة القش إلى واتر 7 , فقد كانت سفينتهم بحاجة لتصليح، وأيضا بسبب أوكيجي الذي ذكر نيكو روبن بالماضي فوقفوا لكي ترتاح نفسيا، وهذا كان ابتزاز لها لكي تشارك في عملية اغتيال آيسبرغ، لترك قراصنة قبعة القش، وأخذها لأنيس لوبي، تحت تهديد هجوم الباستر كول على قبعة القش، وفي نفس الوقت طلب قراصنة قبعة القش من شركة جالي لا اصلاح سفينتهم، وقد أمر آيسبرغ كاكو بأن يذهب ويشخص حالة السفينة، وقد أخبرهم كاكو بأن الميري لا يمكنها الذهاب إلى أي جزيرة وأن فرصة وصولها إلى الجزيرة القادمة هي 0%.

### عودة السي بي 9
و في الليل أثناء محاولة اغتيال آيسبرغ، وتأطير قراصنة قبعة القش وتوريطهم مع شركة جالي لا، ومهاجمتهم في منتصف معركة لوفي وفرانكي، وخلال المعركة نعت فرانكي كاكو بجبل القرد ليستهزئ به، وفي المساء خطط أعضاء السي بي 9 الأربع للهجوم على قصر آيسبرغ والحصول على المخططات، وارتدى الأربعة اقنعة لكي يتظاهروا بأنهم مهاجمون القصر، وقد تظاهر لوتشي وكاكو بأنهما قد هزما على يد المهاجمين باستخدام شخصان البساهما ملابسهما القديمة، ومع ذلك أدركوا ان المخططات لم تكن عن آيسبرغ وعلموا انها عند فرانكي من خلال قراءة نبض القلب، عندما علم لوتشي بأن كاتي فلام كان أحد تلاميذ توم، وبعدها تركوا آيسبرغ وأحرقوا القصر كله ولم يتركوا أي دليل وتركوا كل من آيسبرغ وبولي مربوطان لكي يموتان، ولكن تمكن توني توني تشوبر في اللحظة الأخيرة من إنقاذهما ومع ذلك لم يكن هذا شيء يهم السي بي 9 خصوصا انهم امسكوا بروبن وعرفوا ان المخططات عند فرانكي

و بعد اكتشاف المخبئ السري لفرانكي، قام كاكو بإنزال سفينة جوينج ميري إلى البحر في عاصفة أوكا لاغونا العملاقة، مما يدل على الرغم من أن كاكو كان يتظاهر بأنه نجار ولكن تشخيصه صحيح بأن السفينة لن يمكنها الإبحار مرة أخرى، وبعد أن أمسكوا باوسوب وفرانكي قاموا بركوب قطار البحر الذي صنعه توم والذهاب إلى إنيس لوبي.

### أحداث إنيس لوبي
و في النهاية وصل بلونو والاعضاء الاخرون إلى إنيس لوبي وبعدها التقوا بقية أفراد السي بي 9 الذين لم يروهم منذ سنوات ورئيسهم سباندام، ومن ثم أختبر فوكورو مستوى الدوروكي لديهم وكان مستوى كاكو 2200 دوروكي، وبعدها تناول كاكو وكاليفا فواكه الشيطان التي قدمها لهم سباندام وبعد الحاح من روب لوتشي 

و على الرغم من انه كان على وشك مواجهة رورونوا زورو لكن لم يتمكن لأنه تحول إلى زرافة بشكل كامل وانكسر بهم الطابق العلوي ليسقطوا إلى الطابق الذي اسفله، حيث سقطوا على الغرفة التي كان بها سوغي كينغ يتعرض للضرب من جابورا، وكانوا أيضا في معركة سخيفة، وبعدها لم يتمكن جابورا من السيطرة على نفسه وبدأ يضحك على شكل كاكو، وتمكن كاكو التحول إلى نصف زرافة، ولكن هذا جعل جابورا يضحك أكثر بشكل هستيري وجعل سوغي كينغ يضحك أيضا حتى زورو لم يتمالك نفسه وضحك 

و كان هذا المشهد مثير للسخرية لكاكو وهذا جعله يغضب بشكل كبير، مما جعله يستخدم هجوم قوي جدا جعله يقطع برج العدالة إلى نصفين حتى انه كاد يقطع زورو وسوغي كينغ، وبعدها حدث بعض الجدال بين جابورا وكاكو على الفريستان زورو وسوغي كينغ، وقد ارتبط زورو وسوغي كينغ معا بسبب القيود، واتفق كاكو وجابورا على قتل الاثنان والهروب من الباستر كول، ولكن زورو تمكن من مجاراتهما واستخدام سوغي كينغ كسيف (حيث تشبث سوغي كينغ بيد زورو وممسكا بأحد سيوفه لكي يقاتل به) حتى اتت نامي وقامت بتحريرهما من القيود 

و قد واصل زورو وكاكو القتال الفردي بينهما، وقد كان كاكو مسيطرا بسبب قوة فاكهة الشيطان وأستمروا بالقتال العنيف والقوي جدا حتى تمكن زورو بهزيمته بحركة قوية جدا شبه خرافية تسمى "أسورا , وبعدها قام زورو بتوصيل رسالة بولي إلى السي بي 9 يخبرهم فيها بأنهم مطرودون، وقد تأسف كاكو لأنه لن يتمكن العودة مرة أخرى إلى واتر 7 , وأنه قد تمتعم حقا بالمهنة في جالي لا، وزورو يخبره بمزاح انه سيجد عمل في حديقة الحيوان فضحك كاكو واعطى زورو المفتاح الذي يحرر روبن قبل ان يغمى عليه ويفقد الوعي.

### التقرير عن السي بي 9
قد شوهد كاكو في المانغا (فقط) مع بقية افراد السي بي 9 يمشون على سكة القطار وقد كان جابورا يحمل كاكو على كتفه لأنه قد تعرض لأصابات قوية 

و قد وصلوا إلى مدينة سانت بوبلر وأصبح أعضاء السي بي 9 يقدمون العروض للناس لكي يجمعوا الاموال لمعالجة صديقهم روب لوتشي ودفع تكاليف العلاج وقد قدم كاكو عرض شريحة الزرافة 

و بعد ذلك ظهر كاكو في مقهى مع كل من بلونو وفوكورو وجابورا وكانو ينتظرون كاليفا وكومادوري العودة من السوق، وقد كان فوكورو يضحك مع جابورا 

و بعدها ظهر كاكو مع بقية افراد السي بي 9 يلعبون البولينغ ويحتفلون بعودة صديقهم روب لوتشي إلى وعيه، ولكن أثناء لعبهم يهجم قراصنة الحلوى (كاندي) على المدينة ونهبها، ولكن تمكن السي بي 9 من هزيمة القراصنة بسهولة وقد أخذوا هديتهم وفرح الناس بما بفعلوا وشكروهم، وقام لوتشي بسحق جمجمة القرصان ولم يقدر السي بي 9 على البقاء في سانت بوبلر، واخذوا سفينة قراصنة الحلوى وهربوا إلى موطنهم الاصلي، وقاد كانوا يشاهدون أعضاء السي بي 9 الجدد حيث يتم تدريبهم، ولكن قام فريق من قوات البحرية بالهجوم عليهم بقيادة الكابتن فيري قوود وقد أخبرهم بأنه قادم لعتقالهم لأنهم خسروا ولكنهم لم يسمحوا لهم بمهاجمة موطنهم الاصلي

و قد حاربوا قوات البحرية بصعوبة وتمكنوا من الفوز اخيرا، وقد أتصل لوتشي بالرئيس السابق سباندام المعاق جسديا عن طريق الدن دن موشي وقد أخبره بأنهم عائدون له، وقد ترك السي بي 9 موطنهم وابرحوا لكي يسقطوا رئيسهم السابق سباندام.

## معاركه
- نجاري شركة جالي لا ضد ميكازوكي وقراصنة الخوذة الكبيرة

النتيجة: فوز نجاري جالي لا بسهولة
- كاكو، لوتشي، بيبلي لولو، تاينستون وبولي ضد مونكي دي لوفي

النتيجة: كادوا ان يفوزا لولا تدخل فرانكي
- كاكو ولوتشي ضد رورونوا زورو ولوفي (في واتر 7)

النتيجة: فوز كاكو ولوتشي
- كاكو وجابورا ضد رورونوا زورو وسوغي كينغ

النتيجة: انتهت المعركة بدون نتيجة
- كاكو ضد رورونوا زورو

النتيجة: فوز زورو
- أعضاء السي بي 9 ضد قراصنة الحلوى

النتيجة: فوز السي بي 9 بسهولة
- السي بي 9 ضد فيري قوود وطاقمه

النتيجة: فوز السي بي9 بصعوبة

## مبكرا فيون بيس
قد رسم كاكو في البداية بأنف عادي طبيعي وليس انف طويل ومستطيل الشكل

و أيضا في ون بيس غرين إسرار القطع تبين انه كان من المفترض مواجه سانجي بدلا من زورو وسوغي كينغ.

## قضايا الترجمة والاسم
يبدو ان اسم كاكو مشتق من الكلمة اليابانية كاكو والتي تعني الزاوية والمقصود بذلك انفه

على الرغم من ان كاكو بسن ال23 سنة فهو يتحدث مثل كبار السن فهوا يضيف مقطع "ja" في نهاية الجملة و ja يستخدمها عادة كبار السن من الرجال كما يستخدم مصطلح «وشي» وهو مصطلح يستخدمه كبار السن أيضا

في ترجمة فونميشايون لتناسب حديثه كرجل عجوز أستخدموا تعبيرات الطراز القديم مثل «أثنين يهز ظهر الحمل» (يقصد نفسه وجابورا) وسكيداديل.

## ألعاب الفديو

### متاح للعب
- ون بيس المغامرة الخارقة
- ون بيس الرحلة الخارقة
- ون بيس روح الجير

### غير متاح
- ون بيس قراصنة كرنفال
- ون بيس فجر المغامرة
- ون بيس محاربوا القراصنة

### ظهور اخر
- ون بيس معركة جيكانت
- ون بيس معركة جيكانت 2 : العالم الجديد
- ون بيس محاربوا القراصنة 2

## حقائق عنه
كان كاكو مهتم بالزرافة وذلك يعود إلى فاكهة الشيطان الخاصة به 

وفقا لما قال كاكو فالأطفال يحبون الزرافات في حديقة الحيوان (كان هذا تفسيره عندما قال بان الزرافات أفضل من الذئاب عند شجاره مع جابورا)

عندما أوصل زورو رسالة بولي للسي بي 9 حيث أخبره ب«أنت مطرود» في اليابانية أستخدم كلمة «كوبي» وهي تعني مطرو وقد تعني احيانا الرقبة 

و قد كشف في السي بي اس بأن يوم ميلاد كاكو هو 7 أغسطس، وفي اليابانية كلمة 8 هي ها وكلمة 7 هي نا، وإذا جمعت الكلمتين تصبح هانا كلمة يابانية تعني الانف وهذا ربما يدل على انفه الطويل والمستطيل

حصل كاكو على المرتبة 45 في المسابقة الخامسة لأكثر الشخصيات شعبية وهذا يجعله ثاني أكثر عضو شعبية من السي بي 9

كنية كاكو هي ياماكازي ومن المحتمل ان تكون إشارة لياماكاسي المجموعة الأولى من ممارسي الباركور، لأنه يمارس اساسا الباركور عندما كان يقفز عاليا في اوتر 7 

عندما كان نجاري شركة جالي لا يقاتلون قبعة القش لوفي أخبر كاكو لوفي بأن القانون قد ادر ظهره له، وبعد أحداث إنيس لوبي أنقلبت الحكومة ضد السي بي 9 وذلك بسبب إجرائات الرئيس سباندام.